# گاوچرانک غربی
گاوچرانک غربی (نام علمی: Bubulcus ibis) گونه‌ای حواصیل (از خانواده حواصیلان) است که در مناطق گرمسیری، نیمه‌گرمسیری و مناطق معتدل گرم یافت می‌شود. اکثر مقامات طبقه‌بندی این گونه و گاوچرانک آسیایی را باهم ادغام می‌کنند (که به آن گاوچرانک می‌گویند)، اما برخی (از جمله اتحادیه بین‌المللی پرنده‌شناسان) آنها را از هم جدا می‌کنند. برخلاف شباهت‌های پر و بال با اگرت‌ها از سردهٔ قارها، بیشتر به حواصیل‌های Ardea مرتبط است. این گونه که در اصل بومی بخش‌هایی از آسیا، آفریقا و اروپا بود، گسترش سریعی را در پراکندگی خود تجربه کرد و در سدهٔ گذشته با موفقیت بسیاری از نقاط دیگر جهان را کلنی‌سازی کرد.
با وجود شباهت‌های ظاهری سطحی، گاوچرانک بیشتر به سردهٔ Ardea، که شامل حواصیل‌های بزرگ یا معمولی و حواصیل سفید بزرگ (A. alba) می‌شود، نسبت نزدیکی دارد تا با بیشتر گونه‌هایی که در سردهٔ قارها نامیده می‌شوند. موارد نادری از دورگه‌زایی با حواصیل آبی کوچک (Egretta caerulea)، اگرت کوچک (Egretta garzetta) و اگرت برفی (Egretta thula) ثبت شده‌است.

## ویژگی‌ها
حواصیل تنومند با ۸۸–۹۶ سانتیمتر (۳۵–۳۸ اینچ) گسترهٔ بالها؛ ۴۶–۵۶ سانتیمتر (۱۸–۲۲ اینچ) طول و وزن آن ۲۷۰–۵۱۲ گرم (۹٫۵–۱۸٫۱ اونس) است. دارای گردن کلفت و نسبتاً کوتاه، منقار محکم و حالت قوزکرده است. بالغ نازادآور عمدتاً دارای پرهای سفید، منقار زرد و پاهای زرد مایل به خاکستری است. در طول فصل تولیدمثل، بزرگسالان زیرگونه غربی نمادین، پرهای نارنجی‌رنگی در پشت، سینه و تارک ایجاد می‌کنند و منقار، پاها و عنبیه برای مدت کوتاهی پیش از جفت‌شدن به رنگ قرمز روشن در می‌آیند. جنس‌ها مشابه هستند، اما جنس نر کمی بزرگ‌تر است و پرهای تولیدمثل کمی بلندتر از ماده دارد. پرندگان جوان بدون پرهای رنگی و دارای منقار سیاه هستند.
این گونه در کلنی تولیدمثل صدای آرام و گلویی ریک-راک می‌دهد، اما در غیر این صورت تا حد زیادی ساکت است.

گسترش دامنه پراکنش در قاره آمریکا (برای بزرگنمایی کلیک کنید)

پرندگان جوان تا ۵٬۰۰۰ کیلومتر (۳٬۱۰۰ مایل) از منطقه زادآوری آنها پراکنده می‌شوند. گله‌ها ممکن است مسافت‌های زیادی را سپری کنند و بر فراز دریاها و اقیانوس‌ها از جمله در وسط اقیانوس اطلس دیده شده‌اند.

## وضعیت و جمعیت
این گونه دارای گستره پهناوری است، با گستره جهانی حضور برآوردشدهٔ ۱۰٬۰۰۰٬۰۰۰ کیلومتر مربع (۳٬۹۰۰٬۰۰۰ مایل مربع). از سوی دیگر، گسترش و استقرار گونه در گستره‌های پهناور سبب شده‌است که به عنوان گونه‌های مهاجم طبقه‌بندی شود (اگرچه تاکنون تأثیر کمی دیده شده‌است).

## نگارخانه

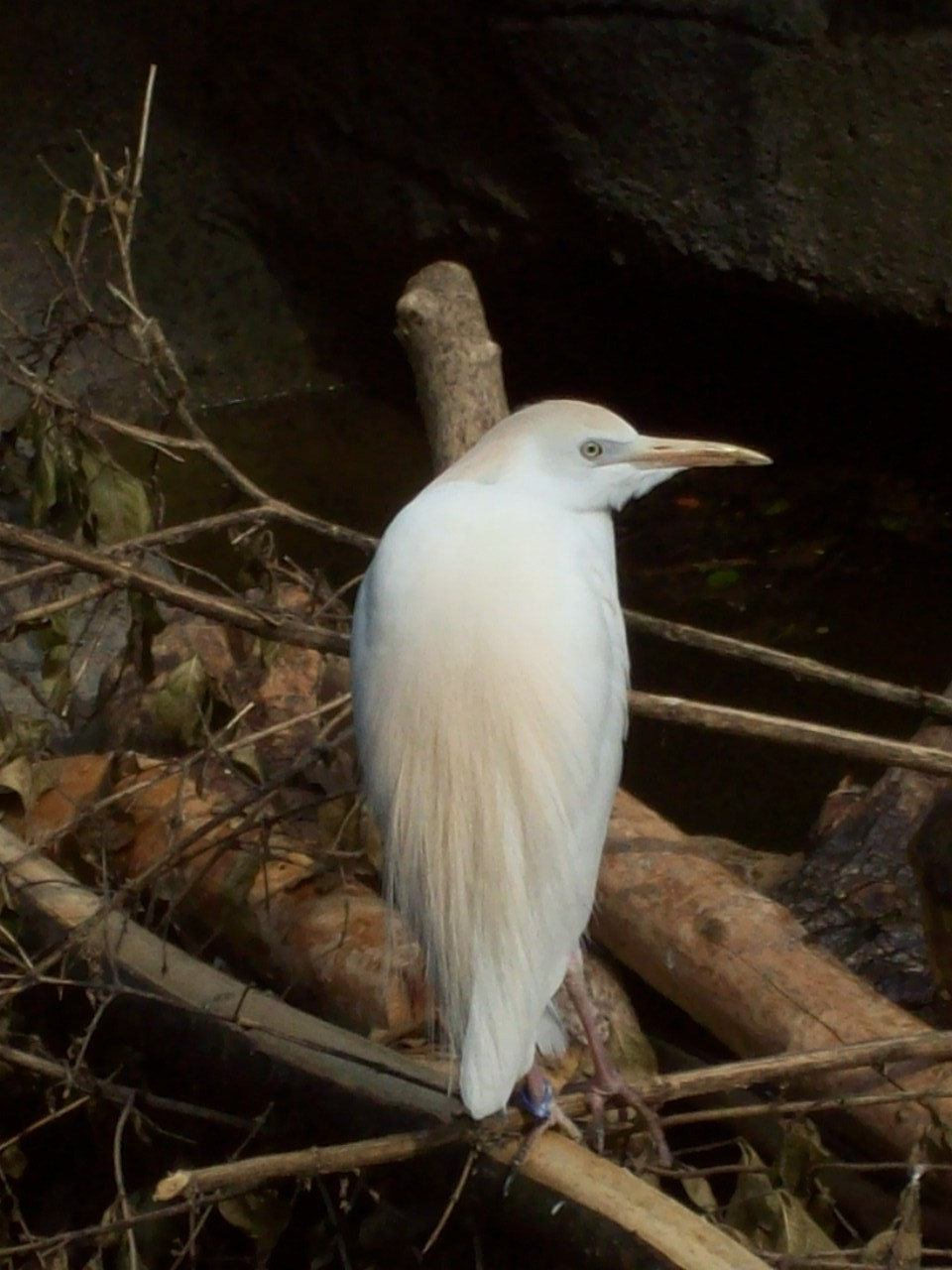
بالغ B. i. ibis زادآور با گردن جمع‌شده
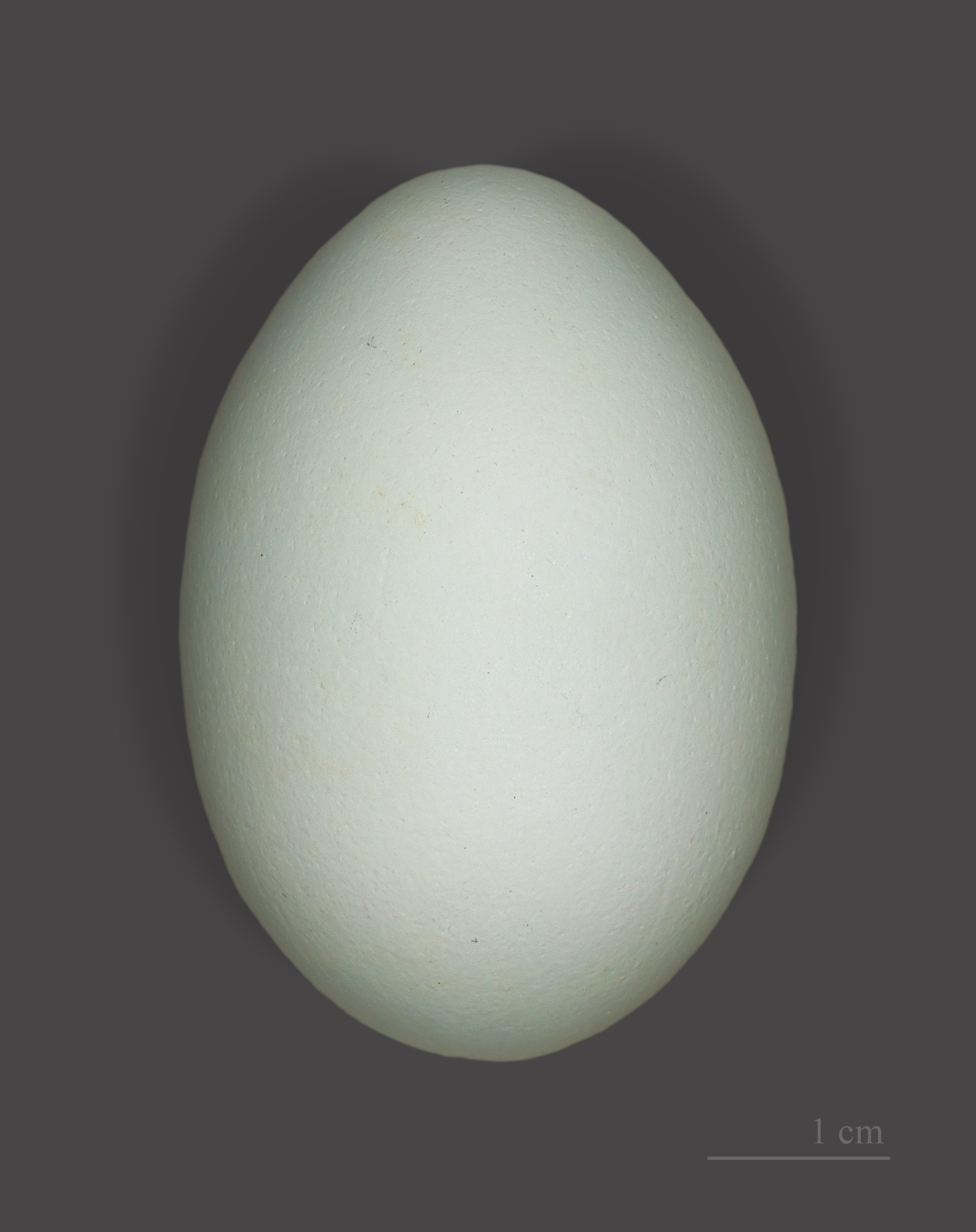
تخم گاوچرانک
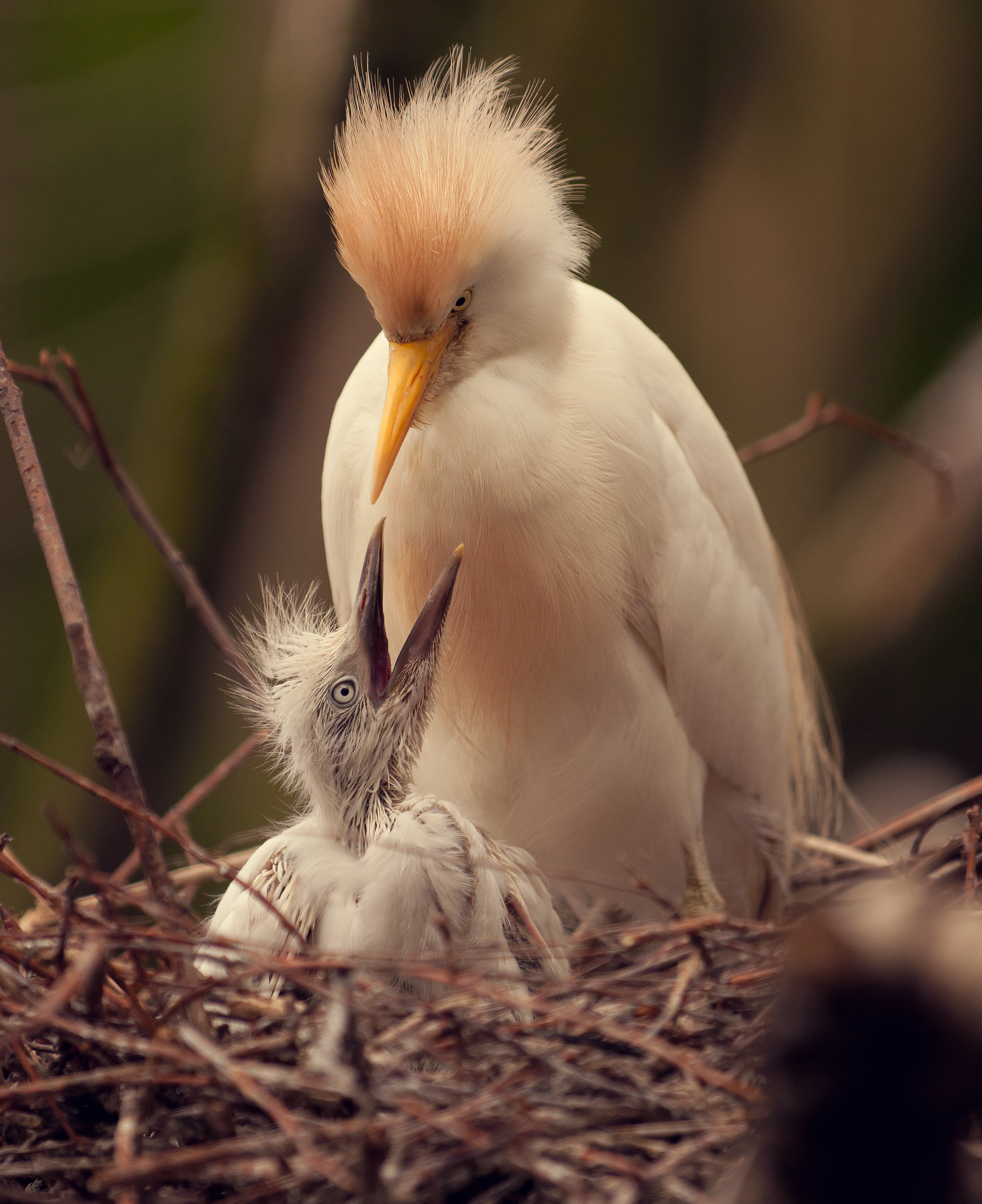
غذای بالغ به یک جوجهٔ آشیانه‌ای در باغ وحش آپنهول
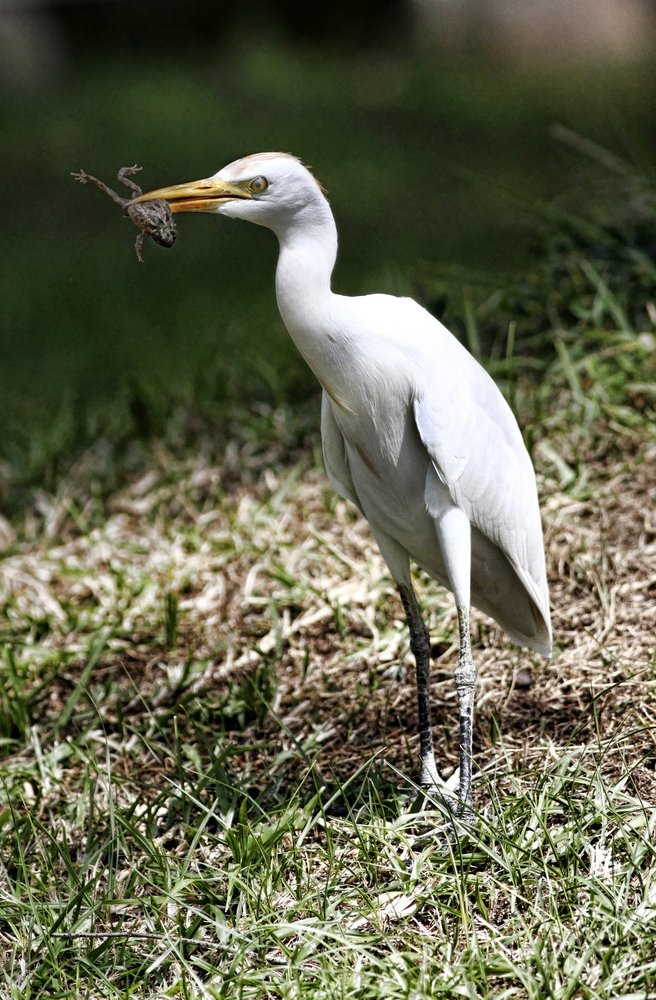
یک فرد بالغ نازادآور در حال خوردن قورباغه در گامبیا
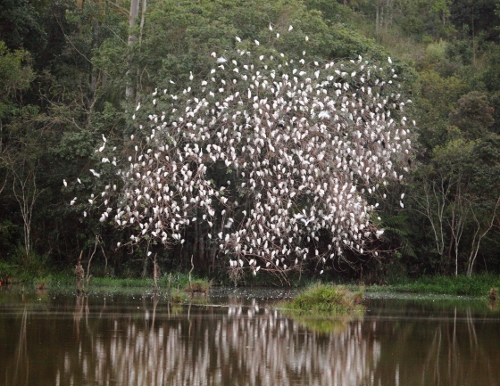
گله‌ای روی درخت در Jacutinga، ایالت مینا ژرایس، برزیل